# Salka (djur)
Salka är ett släkte av insekter. Salka ingår i familjen dvärgstritar.

## Dottertaxa tillSalka, i alfabetisk ordning[1]
- Salka abbotta
- Salka addonica
- Salka arenaria
- Salka armata
- Salka asna
- Salka atropurpurea
- Salka belanda
- Salka bimaculata
- Salka byrneae
- Salka canara
- Salka chelata
- Salka dentata
- Salka diacora
- Salka elongata
- Salka emeljanovi
- Salka extrela
- Salka fujiwara
- Salka furcata
- Salka hadija
- Salka jaga
- Salka jarucha
- Salka jonesi
- Salka kasauliensis
- Salka kerzhneri
- Salka kokarda
- Salka lobata
- Salka musica
- Salka nepalensis
- Salka nigra
- Salka nigricans
- Salka parvula
- Salka pygmaea
- Salka ramosa
- Salka rubronigra
- Salka serratula
- Salka sinica
- Salka spinosa
- Salka torjania
- Salka triangula
- Salka tricera
- Salka unicera
- Salka xepima
- Salka zeltava
- Salka zoza